# Auzouer-en-Touraine
Auzouer-en-Touraine település Franciaországban, Indre-et-Loire megyében. Lakosainak száma 2172 fő (2022. január 1.). Auzouer-en-Touraine Autrèche, Château-Renault, Morand, Neuillé-le-Lierre, Saunay és Villedômer községekkel határos.

## Népesség
A település népességének változása:
| Lakosok száma | 646  | 983  | 1242 | 1853 | 2156 | 2185 | 2216 | 2222 | 2209 | 2172 |
|               | 1968 | 1982 | 1990 | 2006 | 2013 | 2015 | 2017 | 2019 | 2020 | 2022 |